# CEFTA

Vlajka CEFTA

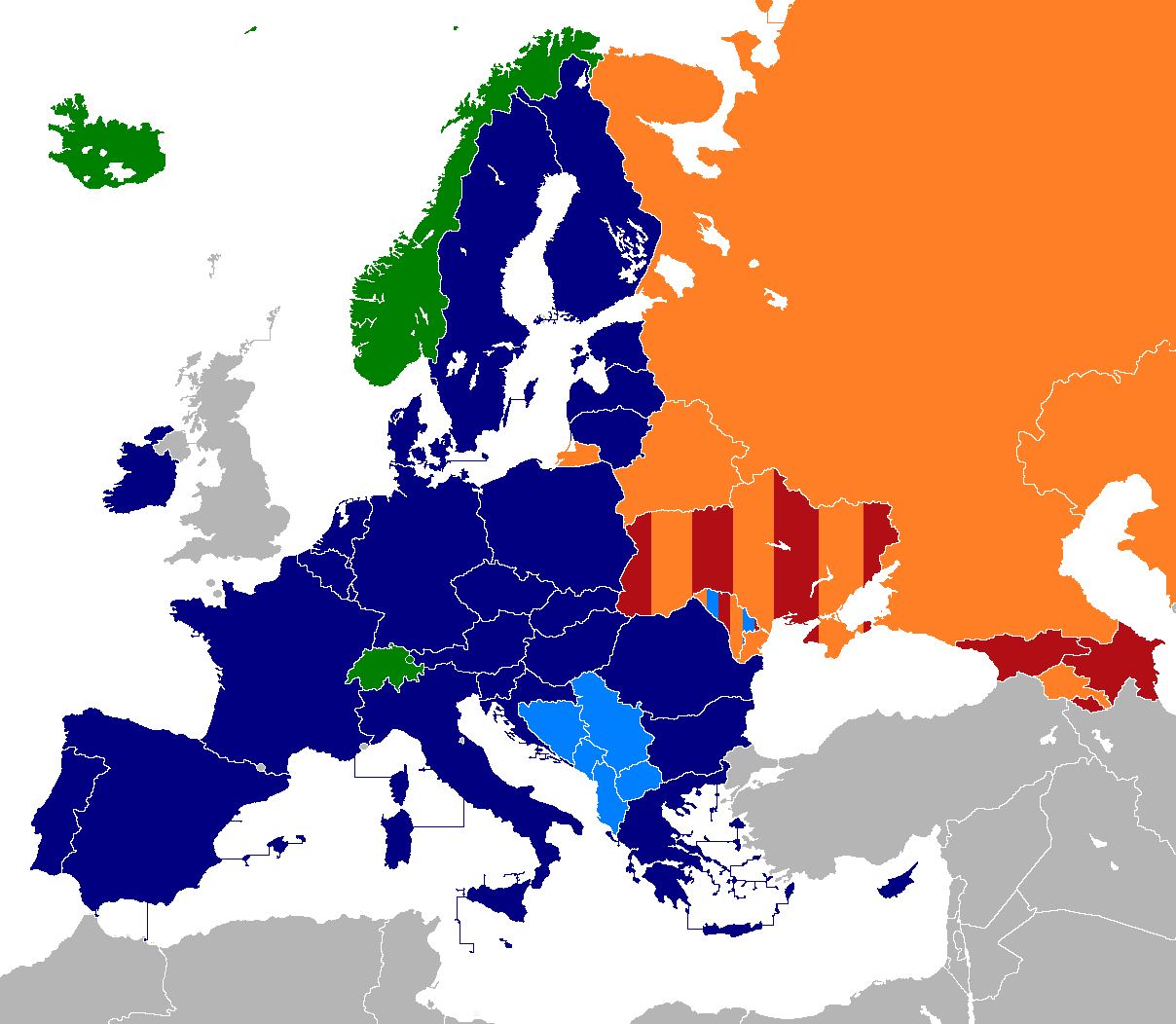
Ekonomické bloky v Evropě:
tmavě modře – Evropská unie
světle modře – Středoevropská zóna volného obchodu
zeleně – Evropské sdružení volného obchodu
oranžově – zóna volného obchodu Společenství nezávislých států
červeně – GUAM Organizace pro demokracii a ekonomický rozvoj

CEFTA, Central European Free Trade Agreement, tedy Středoevropská zóna volného obchodu, sdružuje některé evropské země, které nejsou členy Evropské unie, ale jednou pravděpodobně budou. Byla založena roku 1992 v polském městě Krakově. V červenci 2013 měla sedm členů: Albánii, Bosnu a Hercegovinu, Severní Makedonii, Moldavsko, Černou Horu, Srbsko a UNMIK (Kosovo). Česko bylo členem od jejího založení do 1. května 2004, kdy vstoupilo do EU.
V době vzniku CEFTA se ze států bývalého Sovětského svazu v Pobaltí zformovala obdobná organizace, BAFTA (Baltic Free Trade Area). Přestala existovat 1. května 2004, kdy její členské státy (Litva, Lotyšsko a Estonsko) vstoupily do EU.

## Historie
Dohoda o zóně volného obchodu byla podepsána ministry zahraničí Visegrádské skupiny v Krakově 21. prosince 1992 s platností od 1. března 1993. Od roku 1997 se volný obchod týkal téměř všech průmyslových výrobků, v roce 1998 byla úplně odstraněna cla u zemědělských výrobků.

## Členské státy
| Stát                | Stát                | Vstup | Odchod |
| ------------------- | ------------------- | ----- | ------ |
| Polsko              | Polsko              | 1992  | 2004   |
| Maďarsko            | Maďarsko            | 1992  | 2004   |
| Československo      | Česko               | 1992  | 2004   |
| Československo      | Slovensko           | 1992  | 2004   |
| Slovinsko           | Slovinsko           | 1996  | 2004   |
| Rumunsko            | Rumunsko            | 1997  | 2007   |
| Bulharsko           | Bulharsko           | 1999  | 2007   |
| Chorvatsko          | Chorvatsko          | 2002  | 2013   |
| Severní Makedonie   | Severní Makedonie   | 2006  | —      |
| Albánie             | Albánie             | 2007  | —      |
| Bosna a Hercegovina | Bosna a Hercegovina | 2007  | —      |
| Černá Hora          | Černá Hora          | 2007  | —      |
| Kosovo              | Kosovo              | 2007  | —      |
| Moldavsko           | Moldavsko           | 2007  | —      |
| Srbsko              | Srbsko              | 2007  | —      |

|      |      |      |      |
| 1992 | 2003 | 2007 | 2013 |

## Kritéria pro členství
Původní kritéria pro členství podle Poznaňské deklarace:
- člen světové obchodní organizace (World Trade Organisation)
- asociační smlouva s EU s ustanoveními o budoucím úplném členství v EU
- Sdružení volného obchodu se současnými členskými státy CEFTA

Současná kritéria podle dohody v Záhřebu roku 2005:
- člen světové obchodní organizace (World Trade Organisation) nebo závazek respektování všech předpisů WTO
- jakákoli asociační smlouva s EU
- Sdružení volného obchodu se současnými členskými státy CEFTA

Kritéria byla snížena, aby Bosna a Hercegovina, Srbsko, Černá Hora a Moldavsko mohly vstoupit do organizace dřív.